# Troubles de 1562 à Toulouse
Les troubles de 1562 à Toulouse sont un ensemble d'événements violents (émeutes, massacres, combats de rue) qui ont opposé, entre les mois d'avril et de mai 1562, les factions protestantes de la ville de Toulouse aux catholiques. Ces violences ont provoqué la mort d'environ 3 000 à 5 000 personnes, la destruction de plusieurs bâtiments et maisons de la ville et l'expulsion de tous les protestants, après le 17 mai 1562.
Ces événements font écho aux troubles qui agitent à ce moment le royaume de France, qui sombre dans la première guerre de Religion : massacre de Cahors en novembre 1561, massacre de Wassy en mars 1562, prise d'Orléans par les protestants et massacre de Sens en avril de la même année. D'un point de vue local, la victoire des catholiques leur permit de renforcer leur position dans le Midi de la France, alors que de véritables bastions protestants se constituaient dans les régions voisines - Montauban, Castres, Béarn. La procession de la Délivrance, instituée tous les 17 mai, commémora jusqu'en 1791 la victoire des catholiques.